# Aarhus Domsogn
Aarhus Domsogn er et sogn i Aarhus Domprovsti (Aarhus Stift).
Aarhus Domsogn lå i Aarhus købstad, som geografisk hørte til Hasle Herred i Århus Amt. Ved kommunalreformen i 1970 blev købstaden kernen i Aarhus Kommune.
Sankt Pauls Sogn (Aarhus Kommune), der blev oprettet i 1886 mens Sankt Pauls Kirke (Aarhus) blev opført i 1884-87, var til dels udskilt fra Aarhus Domsogn. Sankt Johannes Sogn (Aarhus), der blev oprettet i 1904 inden Sankt Johannes Kirke (Aarhus) blev indviet i 1905, var også udskilt fra Aarhus Domsogn.
I Aarhus Domsogn ligger Aarhus Domkirke.
I sognet findes følgende autoriserede stednavne:
- Europaplads (station)
- Skolebakken (station)